# Distrikt Aucallama
Der Distrikt Aucallama liegt in der Provinz Huaral in der Region Lima in Peru. Der Distrikt wurde am 12. Februar 1821 gegründet. Er besitzt eine Fläche von 706 km². Beim Zensus 2017 wurden 21.044 Einwohner gezählt. Im Jahr 1993 lag die Einwohnerzahl bei 11.269, im Jahr 2007 bei 16.195. Verwaltungssitz ist die 9 km vom Meer entfernt auf einer Höhe von 145 m gelegene Kleinstadt Aucallama mit 6504 Einwohnern (Stand 2017). Ein weiterer größerer Ort ist Palpa mit knapp 2900 Einwohnern.

## Geographische Lage
Der Distrikt Aucallama liegt im Südwesten der Provinz Huaral. Er hat eine etwa 9 km lange Küstenlinie am Pazifischen Ozean. Der Río Chancay fließt entlang der nordwestlichen Distriktgrenze zum Meer. Der Distrikt reicht bis zu 40 km ins Landesinnere. Im Südosten des Distrikts erheben sich die Ausläufer der peruanischen Westkordillere.
Im Nordwesten grenzt der Distrikt Aucallama an die Distrikte Chancay und Huaral, im Nordosten an den Distrikt Sumbilca, im Südosten an den Distrikt Huamantanga (Provinz Canta) sowie im Süden an den Distrikt Ancón (Provinz Lima).